# 일상 (만화)
《일상》(일본어: 日常 니치조[*])은 일본의 아라이 케이이치 원작의 만화이다. 일본에서는 카도카와 쇼텐(카도카와 서점)을 통해 발매되고 있으며, 대한민국에는 대원씨아이에서 번역·발매를 담당하고 있다. 2011년 4월 28일부터 지바 TV 등의 방송국을 통해 애니메이션으로 방영되었으며 2011년 9월 29일에 26화로 종영하였다.

## 등장인물

### 토키사다메 고교
배경이 되는 토키사다메 고등학교는 작가인 아라이 케이이치가 졸업한 군마현 이세사키시에 있는 군마현립 이세사키 상업고등학교가 배경이다.

#### 1학년
아이오이 유코
토키사다메 고등학교 1학년생. 통칭 윳코. 성격상 씩씩한 편이긴 하나 일반적으로는 바보같은 둔한 성격을 가진 여학생으로 온갖 사고거리에 소동거리를 일으키는 문제아나 다름없는 존재. 가장 신경쓰이거나 이상한 부분은 걸고 넘기는 직성적인 성격도 있다. 실수를 자주하며 그 실수로 인해 미오에게 맞은적이 상당히 많다.
성우 - 혼다 마리코
나가노하라 미오
토키사다메 고등학교 1학년생. 통칭 미오짱. BL 성향을 좋아하는 동인녀 성격으로 가끔 학교에서 남자 그림을 그리는 취향을 갖고 있다. 사고뭉치인 유코와는 달리 다소 상식적인 면도 있지만 유코의 사고거리에 휘말릴 때는 딴지를 거는 성격도 갖고 있으며 심각한 운동치다. 사사하라와 미사토의 걸어가는 장면을 보고서는 초인적인(?) 운동신경을 보여주기도 하였으며 권투스카웃 제의를 받기도 한다.
성우 - 아이자와 마이
미나카미 마이
토키사다메 고등학교 1학년생. 통칭 마이짱. 조용하고 과묵해 보이는 성격으로 자신 이외의 것에는 전혀 관심을 두지 않는 타입(소극적)이며 감정도 겉으로 잘 표현하지 않는 기질을 갖고 있지만, 가끔씩 엉뚱한 행동으로 유코나 미오를 곤란하게 만들기도 한다. 이런 와중에도 두뇌면에서는 명석한 성격 때문에 학교에서도 우등생으로 평가를 받고 있으며 유코, 미오와 같이 있는 와중에도 자신의 감정이나 성격을 바로 드러내지 않는 편이다. 파이널판타지 주문을 외우고 자주이용한다. 겉으론 조용하지만 약삭빠른 면이 있어 예기치못한 사고를 홀로 피하거나 굉장한 마이페이스적 행동으로 상황을 헤집어놓는등의 일을 하기도 한다.
성우 - 토가시 미스즈
나카노죠 츠요시
토키사다메 고교 1학년생. 금발에 모히칸 스타일을 한 학생으로 얼핏 불량배처럼 보였지만 성격만큼은 온순해 보이는 편이다. 헤어스타일은 자신의 머리가 자라지 않는다는 이유 때문에 지금의 스타일을 고수한다고 한다. 오컬트를 믿지못하며 과학으로 모든것이 입증된다고 생각해 여러장소를 다니며 증명할려하고있다. 아버지의 찰떡사업을 이어받기 싫어한다.
성우 - 야마모토 카즈토미
안나카 하루나
토키사다메 고교 1학년생. 금발에 토끼귀 같은 붉은 리본을 달고 있다. 가끔씩 당황스러운 일을 당하기도 하며, 명대사인 에에에에에에~?을 지닌 캐릭터다.
성우 - 사도하라 카오리
타나카
토키사다메 고교 1학년생. 아프리카풍의 뽀글이 헤어스타일을 가진 특이한 남학생으로 머리 속에서 무언가를 꺼내기도 한다.
성우 - 야마구치 코타
사쿠라이 마코토
사쿠라이 이즈미의 동생이며, 바둑축구부 부원으로 타카사키 마나부가 자신의 누나인 사쿠라이 이즈미를 좋아한다는 걸 이용해서 바둑축구부의 고문이 되달라고 한다.
성우 - 히카미 타카히로
세키구치 유리아
켄자부로의 권유로 1기 바둑축구부 부원으로 들어왔으며, 켄자부로에게 세키구치라 불린다. 주로 부서 활동 시간에는 책을 보는데, 가끔씩 헬베티카 스텐다드 책이 보일때도 있다고.. 켄자부로를 좋아하는 것 같은 애매한 느낌을 애니메이션에서 느낄 수 있다.
성우 - 히로사카 아이
우가이 마미
일상 프로토타입에 등장하는 미오의 친구. 미오와 함께 연극부원이다.

#### 2학년
사사하라 코지로
토키사다메 고등학교 2학년생이자 연극부 부장. 교내에서 집사를 붙이고 다닐 정도로 고풍스러운 성격을 지녔지만 사실은 평범한 농가에서 사는 학생으로 특이하게도 염소를 타고 학교를 등교하며 수업시간에는 염소를 자전거 보관대에 매어두기도 한다. 미사토의 총기를 맞고도 멀쩡히 살아난다.
성우 - 카와하라 요시히사
타치바나 미사토
토키사다메 고등학교 2학년생이자 검도부 소속 학생이지만 특이하게도 목검(木劍)이 아닌 총기를 사용하고 있다. 동급생인 코지로에게 관심을 두고 있으며, 정작 자신은 적극적으로 표현하지 못하지만, 총기를 사용함으로써 표현한다.
성우 - 호리카와 치카
웨보시
타치바나 미사토와 같은 반이다. 미사토를 응원한다.애니 중간 록밴드 AC/DC의 록티를 입고 등장하는걸로보아 록을 좋아한다는것을 알 수 있다.
후엣
원래 이름은 '펫쨩'이지만 후엣으로 정식 정정되었다. 타치바나 미사토와 같은 반이며, 미사토를 응원한다. 초 긍정 인간이다.
다이쿠 켄자부로
바둑축구부 부장이다. 바둑축구라는 가상의 운동을 만들어 자신의 부를 만들었지만, 사실은 (일상이라는 작품의 세계관 안에서) 실재하는 운동이었다. 주로 바둑축구보다는 보드게임을 하면서 시간을 보낸다.재벌 2세이며 등교때 블랙버드를 타고 등교하는등 무시무시한 재력이 있는듯하다.
성우 - 요시자키 료타
오기
바둑축구부 부원이지만 3개월 동안 부활동을 안하다 바둑축구부를 나간다. 사쿠라이 마코토와 타카사키선생의 바둑축구 승부에서 홀연히 나타나 이해할 수 없는 현장의 상황을 열정적으로 해설하며 오의를 사용해 교삭된 상황에 종지부를찍는다. 이로 미루어볼때 바둑축구에 일가견이있는듯하며 아버지에게 물려받은 가문의 오의를 가지고있다.
성우 - 타케우치 료타

#### 교원
사쿠라이 이즈미
토키사다메 고교 영어교사이자 생활지도 선생으로 상냥하고 다정한 편이고 항상 밝지만, 매우 소극적인 기질 때문에 긴장을 자주 타는 편이고 사람들 앞에서는 더욱 긴장을 발산하여 땀까지 흘리는 공포증을 갖고 있다. 이런 기질 때문에 학생들 앞에서 존댓말을 사용한다. 학교 학생지도(학생부장으로 해석되기도 한다.)를 맡고있다.
성우 - 코스게 마미
타카사키 마나부
토키사다메 고교 국어교사. 교육자란 이래야 한다는 생각을 가지고 있다. 주로 사용하는 말또한 "교사로써~"이다. 애인이 있던 적이 없으며 이즈미 선생에게 호감을 갖고 있다. 후에 사쿠라이 마코토에게 사쿠라이 이즈미의 고등학교 졸업사진을 받고 바둑축구부 고문이 되나 정작 뒤의 이야기는 아직 나오지 않았다. 사쿠라이 선생의사진과 교육자로써의 무언가에서 갈등하다가 사쿠라이 선생의사진을 선택하는 모습을 보여주기도 한다.
성우 - 이나다 테츠
토미오카 선생
토키사다메 고교 역사교사. 백발에 노안(老顔)을 가진 선생이다. 코지로가 염소를 타고 학교를 등교하자 코지로에게 주의를 주기도 하는데 이를 무시하는 코지로 때문에 속앓이를 앓고 있지만 그다지 고민은 없다. 애니메이션에서는 표시되어 있지 않지만 만화상으로 취미는 도박이나 돈을 걸지는 않는다. 애니메이션에서는 제법 냉정하게 나온다.
성우 - 나가사코 타카시
아카기 선생
토키사다메 고교 수학교사. 수업시간 동안에는 엄한 편이나 본심상 학생들과 친하게 지내기를 바라고 있다.
성우 - 미야시타 에이지
나카무라 선생
토키사다메 고교 과학교사. 본편에서는 나중에 가서야 등장했으며 시노노메 나노가 토키사다메 학교에 편입하게 되면서 그녀의 정체를 알아내기 위해 온갖 함정거리를 만들었지만 정작 실패만 하였다. 이로 인해 학생들로부터 늘 실신한다는 구설수에 오르기도 한다. 중성적인 스타일이지만 사실은 여자. 귀엽다는 얘기를 들으면 버티지를 못한다고한다. 사카모토의 전 주인이었다.
성우 - 미즈하라 카오루
교감 선생
토키사다메 고교 교감으로 원래는 토키사다메학교 교장으로 재임했던 적이 있으나 현재의 교장이 부임한 이후부터는 졸지에 교감으로 격하되어 재임하고 있다. 교장이 취임한 것에 불만이 있는지 가끔씩 저주를 한다. 어떻게 교감이 되었는지에 대한 이유는 아무도 모르는 듯. 낫토 짚인형을 휴대하고있다.
성우 - 나카 히로시
시노노메 교장 선생
토키사다메 고교 교장으로 이전에 교장이었던 교감 선생의 후임으로 학교장으로 재임하고 있으며 교감과 친해지고 싶어하지만 정작 교감선생의 저주 행각으로 골머리를 썩으며, 언행상과 다른 파격적인 성격 때문에 학생과 교사 모두 당황하게 만들곤 한다. 손자를 아주 예뻐하여 선물 사주는 것을 취미로 삼고 있다. 사슴과 싸우고 가발이 벗겨지는등 수모를 겪는다. 사슴과 싸울때 방탄복을 입는데 방탄복을 어디에서 공수해왔는지 소수의 사람들이 공방을 벌이고 있다 하며, 성이 시노노메라서 박사와 무슨 관련이 있을지 궁금하다.
성우 - 쵸

### 시노노메 연구소
시노노메 나노
시노노메 연구소에서 어린 박사와 동거하고 있는 소녀로 사실은 등에 태엽을 달고있는 로봇이다.(태엽을 감으면 발가락에서 미니로켓이 날아가기도 한다) 이 때문에 정작 자신은 로봇이라는 정체가 들키지 않게 전전긍긍하고 있으며 어린 박사 때문에 한편으로는 속앓이도 앓는 편이기도 하나 반 친구들은 로봇인 걸 아는지 태엽이나 손이 뽑혀지는 걸 별로 대수롭게 여기지 않는다. 박사를 대신하여 연구소 및 집 안일을 실질적으로 맡고 있는 편이다. 나중에 박사에 의해서 기쁠때 태엽이 돌아가도록 개조된다.
성우 - 후루야 시즈카
박사
시노노메 연구소의 박사로 8살로 추정되는 어린 나이의 여자아이이다. '박사'라는 통칭으로 불리고 있으며 사실상 나노를 개발한 장본인이다. 어린 아이라는 본연 때문에 보통 아이들과 다를 바 없는 성격으로 장난끼와 호기심도 많은 편이다. 나노를 여러번 개조시키기도 하지만 태엽 장치만은 귀엽게 보인다는 이유로 떼어내지 않고 있다. 롤케잌과 단과를 나노에게 넣어놓거나 리액션 모드를 추가하는등 나노에 대한 업데이트를 꾸준히(?)하고있다. 캐릭터의 이름이(하카세：はかせ)이며 다른 캐릭터들처럼 본명이 존재하질 않아 네티즌들 사이에서 박사의 이름을 둘러싸고 다양한 추측이 이뤄지고 있다. 좋아하는 동물은 상어이며 덕분에 마이와 친해지게 되었다.또 개를 매우 싫어한다.
성우 - 콘노 히로미
사카모토 씨(氏)
박사가 연구소로 데려와서 키우는 검은고양이. 원래는 나노가 심부름 중에 밖에서 처음 발견했으나 나중에 박사가 거두게 되어 연구소에서 길러지게 되었고 박사가 개발한 '말하는 스카프'의 영향으로 사람의 말을 할 수 있게 됐다. 정작 자신은 인간 나이로 20세가 넘는다는 이유로 시노노메 연구소에서 부모 같은 존재에 있기를 원했지만 오히려 박사와 나노로부터 괴롭힘 대상이 되는 경우가 많았다. 후에 나카무라가 타이쇼(:대장)라는 이름으로 길렀던 것이 밝혀지나, 스토리상 이후에 어떻게 되었는지에 대해서 정확하게 밝혀진 바가 없다. 나카무라가 시노노메(한국어로 동운)연구소에 왔을 때 박사가 장난쳐놓은 사카모토 씨의 모습을 호문쿨루스라고 오인하기도 한다. 이름의 유래는 박스에 표기되어 있던 제약회사 이름을 본따 지었다고 하며, 제작진의 이름이기도 하다.
성우 - 시라이시 미노루

### 페이 왕국
아이오이 유코의 꿈과 상상 속에서 등장한다는 가상의 왕국. 주로 비행선이 영토인 것으로 추정되고 있으며 원작은 물론 애니메이션에서도 등장하였다. 대부분 우드큐브와 관련된 이야기가 나온다. 미오의 트윈테일을 묶은 정육면체 나무가 달린 끈으로 우드큐브가 떨어져 전에 끈을 대신한다는 내용으로 그 장면에서 유코가 충격으로 잠에서 깬다.두번째 등장에서는 레크레이션 중 도망쳐 나온 치어걸을 하려했던 30번 병사가 치어리더 솔 (이라고나 할까)을 창밖으로 던지는데,그것이 미오의 묶은머리로 떨어져 그를 대신한다고 하고 거기서 또 유코가 깬다.마지막에는 우드큐브가 없어져 한쪽머리가 풀린 채로 페이왕국에 찾아와 왕국을 초토화시키던 도중에 80번 병사가 뒤에서 밀어 바닥에 뚤린 구멍으로 떨어져 미오의 학교 의자에 앉는다는 내용으로 거기서 유코가 깬다.
알베르토 왕(王)
페이 왕국의 임금. 엘프와도 같은 귀를 가졌으며 고대 병기인 우드큐브의 소유자로 한때 고아 출신이었던 돌프에 의해 감금당하기도 하였다.
성우 - 오오키 타미오
스탈라 공주
페이 왕국의 공주이자 알베르토 왕의 딸. 아버지인 알베르토 왕과 함께 우드큐브를 소유하고 있으며 돌프에 의해 우드큐브를 빼앗길 위기에 처하기도 했지만 돌프가 죽은 후 실권을 회복하려고 한다. 귀여운 외모를 가졌으나 본성은 인정없는 강포(强暴)하고 냉정한 성격으로 자신을 웃겨주지 못한 부하들을 스스로 낙하시키기도 하였다.
성우 - 히다카 노리코
돌프
페이 왕국의 지휘관으로 고아 출신이며 알베르토 왕에 의해 거둬져서 사령관으로 임명되었지만, 알베르토 왕의 고대 병기인 우드큐브를 노리게 되면서 왕을 배신하게 되어 그를 감금하게 된다.
성우 - 하시 타카야
반란군
돌프의 부하들로 비행선의 군인들은 전부 반란군이다. 돌프가 죽은 뒤 전부 당황해하다가 공주 밑으로 전부 들어갔다. 모자에는 번호가 0번부터 적혀있고 안쪽에는 one for all이나 all for one라고 적혀있다.
- 대장

통칭은 딱히 없고 長이라고 모자에 써있으며 안쪽에는 ONE FOR ALL ALL FOR ONE이라고 적혀있다. 미오한테서 우드큐브를 뺏기 위해 뛰다가 바닥에 걸려 넘어지면서 미오가 만든 구멍에 매달린다. 그 뒤 병사 한 명이 미오에게 돌진하다 당하고 대장도 떨어진다.
- 참모

통칭 끈기왕 교섭인으로 병사들에게 제안의 명수라는 소문이 나 있었으나 우드큐브로 미오와 협상하다 죽고 우드큐브도 뺏긴다.
- 0번 병사

다른 병사들과 우드큐브를 찾다 미오를 만난다.
- 4번 병사

돌프의 반란 때 왕을 감시하는 역할로 나온다.
- 5번 병사

통칭 도밍게스이며 별 특징없이 죽었다. 빵을 좋아하며 라사냐는 그럭저럭 좋아한다. 29살이다.
- 6번 병사

통칭 퀴즈의 6번이며 초등학교 시절부터 항상 퀴즈만 생각했다. 입대시험을 난센스 퀴즈로 입대했으며 26살이다. 처음 등장은 왕을 감시하는 4번과 같이 감시하는 모습으로 나오다 돌프가 죽은 뒤 가장먼저 공주편으로 들어가며 6번을 따라서 반란군 전부 공주 밑으로 들어간다. 그 뒤 금일봉을 노리고 스탈라 공주를 상대로 퀴즈를 냈다가 공주마음에 들지않아서 2번째로 비행선에서 떨어져 죽는다.
- 7번 병사

22번의 죽음을 확인한다.
- 8번 병사

통칭 유며8번이며 늘 농담으로 주위를 화기애애하게 만드나 그 유머로 죽었다. 반란 뒤 우드큐브를 주운다음 창가에 놓고 담배를 피다가 실수로 떨어트린다. 그 뒤 금일봉을 노린 병사중 가장 먼저 죽었으며 감자를 좋아하며 28살이다.
성우 - 오오츠카 호우츄
- 11번 병사

통칭 무명이며 13번을 동경해 입대했다. 늘 13번 흉내만 내다 13번처럼 죽었다. 연령 미상이다.
- 13번 병사

통칭 익살 thirteen 웃음을 끌어내는 자세는 병사와 왕 모두 경의를 표하고 있다. 32살로 의학을 익혔지만 아무도 모른다. 금일봉을 노리고 백조의 호수를 추려다 3번째로 떨어져 죽는다. 그 뒤를 따라서 한명이 13번을 외치다 떨어진다.
- 16번 병사

돌프의 죽음을 확인한다.
- 20번 병사

반란도중 공주를 찾았다고 돌프에게 보고한다.
- 22번 병사

우드큐브를 찾다 미오를 만나고 미오에게 맞아 벽에 박히면서 죽는다.
- 30번 병사

금일봉을 노리고 치어걸을 준비했다가 실패한 병사들이 떨어지는 걸 보고 도망친다.
- 37번 병사

다른 병사들과 우드큐브를 찾다 미오를 만난다. 80번이 당한 뒤 죽기 싫다고 한다.
- 64번 병사

다른 병사들과 우드큐브를 찾다 미오를 만난다.
- 66번 병사

금일봉을 받기위해 마술을 준비했다.
- 71번병사

통칭 학자로 우드큐브를 전부가진 미오의 위험성을 말한다.
- 72번 병사

다른 병사들과 우드큐브를 찾다 미오를 만난다.
- 74번 병사

다른 병사들과 우드큐브를 찾다 미오를 만난다. 미오가 비행선에 바닥에 구멍을 만든 다음 처음으로 동요한다.
- 80번 병사

대장이 떨어진뒤 미오에게 다른 한명과 돌격하다 미오에게 당해서 뒤로 날아간다. 날아가면서 여기저기 튕기고 한바퀴 돌아서 미오를 비행선 밖으로 떨어트린다.
- 82번 병사

다른 병사들과 우드큐브를 찾다 미오를 만난다. 미오가 비행선에 바닥에 구멍을 만든 다음 처음으로 동요한다.
- 91번 병사

금일봉을 받기위해 가면을 쓰고 양배추 채썰기를 준비했다.
- 92번 병사

다른 병사들과 우드큐브를 찾다 미오를 만난다.
- 94번 병사

우드큐브를 찾다가 미오를 처음 발견한다.
- 95번 병사

다른 병사들과 우드큐브를 찾다 미오를 만난다. 80번이 당한 뒤 "끝장이다"라고 한다.
- 98번 병사

다른 병사들과 우드큐브를 찾다 미오를 만난다.
- 109번 병사

다른 병사들과 우드큐브를 찾다 미오를 만나고 22번이 당한다음 '후방으로 공격해야 한다'는 말을 한다.
- 시종 병사

통칭 시종이며 가위바위보로 공주의 시종이 됐다. 35살로 남몰래 11번을 마음에 뒀다. 11번을 보고 웃었다가 떨어져 죽는다.

### 그 외 등장인물
나가노하라 요시노
미오의 언니로 여대생이며 토키사다메 학교 출신으로 검도부에 속했던 적이 있다. 하지만 정작 본편에서는 멋대로 하는 행동을 통해 민폐를 끼치는 성격이며 미오가 학교에 갈 때 커다란 곰머리 인형을 쓰고 등장했던 적이 있다. 이유를 모르는 행동을 많이 하며 검도 실력은 노는데도 전국 최고.
성우 - 코바야시 모토코
타치바나 미호시
타치바나 미사토의 여동생으로 트윈테일 스타일의 중학생이다. 요시노와는 검도를 통해 아는 사이로 그녀를 노리고 있으나 늘상 당하는 편. 요시노를 천재타입이라고 하고서 속으로 분해한다.
성우 - 혼다 마나미
미이
토키사다메 고교 교감의 손자로 유치원에 다니고 있다.
성우 - 미즈하라 카오루
까마귀
박사가 잡아오게 된 까마귀로 사카모토씨가 둘렀던 스카프를 통해서 인간의 말을 하게 되었으나 나중에 스카프를 두른 채 날아가고 만다.
성우 - 오노 다이스케
타마무라
찻집에서 리뉴얼된 카페, '다이쿠 커피'의 점원이다.
버디
유코가 좌절할 때마다 달려와서 유코를 위로(?)해준다.
리틀버디
버디랑 같이와서 개에게 물린 미오를 위로(?)해준다.
키요시
버디와 리틀버디의 주인이다.
키요시의 할아버지
양복을 입고 다니며 손자인 키요시의 이름을 까먹어 '타케시'라고 부르기고 한다. 미오에게 권투 스카웃제의를 한적이 있다.
경찰관
나가노하라 미오를 위조지폐 사건 용의자로 보고 조사하다 미오의 BL원고를 보고 미오에게 장심을 맞고 기절당한다. 나중에는 강물에빠진 어린아이를 미오가 구해내자 위조지폐 사건을 눈감아 주기도 한다.
무당
나카노죠 츠요시가찾아간 인물로 능력도 없으면서 5000엔을 요구하며 도망가는 츠요시를 쫓는다.
나카노죠의 아버지
찹쌀떡 가게를 운영하며 미오도 여기서 아르바이트를 한적이 있다. 사실은 그의 아들처럼 머리가 모히칸으로 가운데만 자란다.
사사하라 코지로의 비서
사사하라 옆을 따라다닌다. 어디선가 나타나서는 어디론가 사라진다.
총통
아마가와 신문 창시자. 토키사다메 시에 신문혁명을 일으키려한다. 복면을 스고있으며 복면 아래로는 무지개빛 미소가 있다고 한다.
하야부사
하루에 3건을 유치했다는 전설이 있다. 조크 아이템으로 동료들을 웃기며 분위기 메이커다. 외로움을 탄다.
슈팅스타
효자다. 1일1선이 좌우면이며 목이버섯과 짜사이를 좋아한다.
히코로쿠
주로 잡일을 하며 비바람에 젖지 않도록 철구속에 세제나 티켓등을 넣어다닌다.
스미카
미호시의 친구로 바둑축구부장의 여동생이다. 부자이다.
타나보
미호시의 친구로 만담이 특기이다.

## 서적 정보

### 만화
단행본은, 모두 가도카와 쇼텐에서 「가도카와 코믹스 에이스」 레이블로 간행되고 있다. 커버의 표지에는 그 권에 있는 네타의 일부가 새겨 있으며, 거기에 뒷 표지 꺾이는 부분에는 일부가 변화하고 있다. (예: 3권 커버 표지에는 죽순이 나열되어 있지만, 뒷 표지 꺾이는 부분에는 죽순이 성장해서 대나무가 되어 있다). 또, 커버 아래의 표지에는 등장하는 캐릭터나 사물의 소개 등이 게재되어 있다. 현재 9월까지 발매되었다. (2013년 12월 10일 기준). 最終권第10巻は2015年12月発売予定.
- 제 1권 2007년 7월 26일 발행 (2007년 7월 26일 발매), ISBN 978-4-04-713949-7
  - 『월간 소년 에이스』 2006년 8월호-2007년 6월호 초출.
- 제 2권 2007년 10월 26일 발행 (2007년 10월 26일 발매), ISBN 978-4-04-713980-0
  - 『월간 소년 에이스』 2006년 7월호, 9월호, 10월호, 2007년 6월호-11월호, 『월간 소년 에이스 8월호 증간 에이스 어설트』 2007년 SUMMER, 『월간 콘프티크』 2007년 3월호-7월호 초출.
- 제 3권 2008년 7월 26일 발행 (2008년 7월 26일 발매), ISBN 978-4-04-715089-8
  - 『월간 소년 에이스』 2007년 12월호-2008년 6월호, 『월간 소년 에이스 증간 에이스 어설트』 2007년 WINTER, 2008년 SPRING, 『월간 콘프티크』 2007년 8월호-10월호, 2008년 2월호, 3월호 초출.
- 제 4권 2009년 1월 26일 발행 (2009년 1월 26일 발매), ISBN 978-4-04-715171-0
  - 『월간 소년 에이스』 2008년 7월호-2009년 1월호, 『월간 소년 에이스 증간 에이스 어설트』 2008년 SUMMER, 『월간 콘프티크』 2007년 11월호-2008년 1월호, 4월호, 7월호 초출.
- 제 5권 2009년 10월 26일 발행 (2009년 10월 24일 발매), ISBN 978-4-04-715311-0
  - 『월간 소년 에이스』 2009년 2월호-10월호, 『콘프티크』 2008년 5월호, 6월호 초출.
  - 한정판 2011년 3월 10일 발행 (2011년 3월 12일 발매), ISBN 978-4-04-900804-3 - OVA를 수록한 DVD를 동봉.
  - 통상판 2011년 3월 26일 발행 (2011년 3월 26일 발매), ISBN 978-4-04-715651-7
  - 『월간 소년 에이스』 2009년 12월호-2011년 4월호 초출.
- 제 7권 2011년 10월 26일 발행 (2011년 10월 26일 발매), ISBN 978-4-04-120025-4
  - 『월간 소년 에이스』 2010년 2월호, 7월호-12월호, 2011년 1월호, 2월호, 4월호-7월호, 9월호, 11월호, 『4컷 나노 에이스』 2011년 Vol.2-Vol.6 초출.
- 제 8권 2012년 10월 26일 발행 (2012년 10월 26일 발매), ISBN 978-4-04-120456-6
  - 『월간 소년 에이스』 2010년 8월호, 10월호, 2011년 8월호, 12월호, 2012년 1월호, 3월호 - 10월호, 『4컷 나노 에이스』 2011년 Vol.7-Vol.17 초출.
- 제 9권 2013년 12월 10일 발행 (2013년 12월 10일 발매), ISBN 978-4-04-120880-9 C0979
  - 『월간 소년 에이스』 2012년 12월호, 2013년 2월호, 3월호, 5월호, 7월호, 9월호, 10월호, 『4컷 나노 에이스』 월간 소년 에이스2013년 1월호 증간, 2월호 증간, 4월호 증간, 5월호 증간, 10월호 증간
- 제 10권
  - 특장판 2015년 12월 10일 발매, ISBN 978-4-04-103571-9
  - 통상판 2015년 12월 22일 발매, ISBN 978-4-04-103335-7

### 관련 코믹스
- 『Helvetica Standard -헬베티카 스탠다드-』 2011년 7월 26일 발행 (2011년 7월 26일 발매), ISBN 978-4-04-715756-9
  - 4컷 만화 「헬베티카 스탠다드」 (『월간 뉴타입』 2007년 11월호, 2008년 4월호-2011년 8월호 초출)을 수록하는 것 외, 2006년부터 2011년 7월에 걸쳐서 무료 배포물이나 책자 등에 게재된 것을 재수록, 가도카와 쇼텐의 서점을 위한 홍보 전단지 「코믹 통신」에 게재되고 있던 『일상』의 판매촉진용 만화를 수록한 「코믹 통신」, 과거 블로그 「kumomadori」에 게재되고 있던 문장 「타케토시」, 「욧쿤」, 「고로케빵」의 3작품을 가필하거나 수정한 일러스트 부록 단편 소설집 「글과 컷 그림」, 여성향 계간지 『뉴타입・로맨스』 역사를 좋아하는 여자의 기업용으로 그려진 무장 「다치바나 무네시게」, 각종 일러스트, 원작자의 집필 부실 소개 같은 것이 있다.

### 전자 서적

#### PlayStation Store
2009년 12월 전달・갱신 개시. 2012年9月末日のサービス終了に伴い配信停止.

#### Amazon.com
Amazon Services International, Inc.가 판매.
대응 단말은 「Kindle 전자 서적 리더」, 「Kindle Fire 태블릿」, 「Kindle 무료 독서 앱」.
- 1권 2012년 9월 1일 전달 개시
- 2권 2012년 9월 1일 전달 개시
- 3권 2012년 9월 1일 전달 개시
- 4권 2012년 9월 1일 전달 개시
- 5권 2012년 9월 1일 전달 개시
- 6권 2012년 9월 1일 전달 개시
- 7권 2012년 9월 1일 전달 개시
- 8권 2013년 2월 15일 전달 개시
- 9권 2013년 12월 27일 전달 개시

#### 라쿠텐 북스
대응 단말은 전자 북 리더, Android, iPhone, iPad.
- 1권 2014년 5월 1일 전달 개시
- 2권 2013년 10월 8일 전달 개시
- 3권 2013년 10월 8일 전달 개시
- 4권 2013년 10월 8일 전달 개시
- 5권 2013년 10월 8일 전달 개시
- 6권 2013년 10월 8일 전달 개시
- 7권 2013년 10월 8일 전달 개시
- 8권 2013년 10월 8일 전달 개시
- 9권 2013년 12월 27일 전달 개시

#### 기노쿠니야 쇼텐 웹 스토어
1 - 9권을 전달 (전달일 불명).

#### BookLive!
콘텐츠 형식은 「.book」. 대응 단말은 Lideo, WindowsPC, iOS, Android, 브라우저.
- 1권 2011년 1월 28일 전달 개시
- 2권 2011년 1월 28일 전달 개시
- 3권 2011년 1월 28일 전달 개시
- 4권 2011년 2월 25일 전달 개시
- 5권 2012년 8월 3일 전달 개시
- 6권 2012년 8월 3일 전달 개시
- 7권 2012년 8월 3일 전달 개시
- 8권 2012년 12월 18일 전달 개시
- 9권 2013년 12월 27일 전달 개시

#### Reader Store
대응 단말은 Reader, PlayStation Vita, Android, iPhone, iPod, iPad.
- 1권 2012년 3월 9일 전달 개시
- 2권 2012년 3월 9일 전달 개시
- 3권 2012년 3월 9일 전달 개시
- 4권 2012년 3월 9일 전달 개시
- 5권 2012년 3월 9일 전달 개시
- 6권 2012년 3월 9일 전달 개시
- 7권 2012년 3월 9일 전달 개시
- 8권 2012년 12월 21일 전달 개시
- 9권 2013년 12월 27일 전달 개시

#### Yahoo! 북스토어
대응 단말은 Windows, Mac, iPhone, iPad, iPod touch, Android.
- 1권 2013년 8월 24일 전달 개시
- 2권 2013년 8월 24일 전달 개시
- 3권 2013년 8월 24일 전달 개시
- 4권 2013년 8월 24일 전달 개시
- 5권 2013년 8월 24일 전달 개시
- 6권 2013년 8월 24일 전달 개시
- 7권 2013년 8월 24일 전달 개시
- 8권 2012년 8월 29일 전달 개시
- 9권 2013년 12월 27일 전달 개시

#### BOOK☆WALKER
대응 단말은 iPhone, iPad, Android OS 탑재 단말 (스마트폰・태블릿).
- 1권 2010년 12월 1일 전달 개시
- 2권 2011년 1월 20일 전달 개시
- 3권 2011년 2월 10일 전달 개시
- 4권 2011년 3월 31일 전달 개시
- 5권 2011년 4월 25일 전달 개시
- 6권 2011년 6월 9일 전달 개시
- 7권 2011년 11월 10일 전달 개시
- 8권 2012년 11월 15일 전달 개시
- 9권 2013년 12월 10일 전달 개시

#### eBookJapan
대응 단말은 Windows, Mac, iPhone/iPod, iPad, Android, Windows Phone, 브라우저 라쿠요미.
1 - 9권, 「1 - 5권 세트」를 전달 (전달일 불명).

#### honto 넷 스토어
대응 단말은 PC, iPhone, iPad, Android 스마트폰, Android 태블릿.
- 1권 2010년 7월 2일 전달 개시
- 2권 2010년 7월 2일 전달 개시
- 3권 2010년 11월 19일 전달 개시
- 4권 2010년 11월 19일 전달 개시
- 5권 2012년 7월 12일 전달 개시
- 6권 2012년 7월 12일 전달 개시
- 7권 2012년 7월 12일 전달 개시
- 8권 2012년 12월 15일 전달 개시
- 9권 2013년 12월 27일 전달 개시
- 1 - 5권 세트 2013년 1월 25일 전달 개시

## 애니메이션
2011년 4월 28일부터 지바 TV를 비롯한 독립 UHF계열 방송국들을 통해 방영되었으며 2011년 9월 29일에 26화로 종영하였다. 대한민국에서는 애니플러스가 일본어 음성에 한국어 자막을 덧씌운 채로 제공하고 있다.

### 제작진
- 원작·구성 협력 - 아라이 케이이치
- 감독 - 이시하라 타츠야
- 부감독 - 이시다테 타이치
- 시리즈 구성 - 하나다 쥬키
- 캐릭터 디자인·총 작화감독 - 니시야 후토시
- 색채 설계 - 미야타 카나
- 미술감독 - 우노구치 죠지
- 촬영감독 - 타카오 카즈야
- 설정 - 타카하시 히로유키
- 음향감독 - 츠루오카 요타
- 편집 - 시게무라 켄고
- 음악 - 노미 유지
- 음악 프로듀서 - 사이토 시게루
- 음향 제작 - 음악사(音楽舎)
- 음악 제작 - 란티스
- 프로듀서 - 이토 아츠시, 핫타 히데아키
- 애니메이션 제작 - 교토 애니메이션
- 제작 - 시노노메 연구소

### 주제가
1. 1(1~13) 오프닝 테마 〈햐다인의 짜짜짝☆짝사랑-C〉(ヒャダインのカカカタ☆カタオモイ-C)

작사·작곡·편곡·노래 - 햐다인(마에야마다 켄이치)
1. 1(1~13) 엔딩 테마 "Zzz"

작사·작곡·편곡 - 마에야마다 켄이치
노래 - 사사키 사야카
1. 2(14~26) 오프닝 테마 〈햐다인의 최고의 우정〉(ヒャダインのじょーじょーゆーじょー)

노래 - 햐다인(마에야마다 켄이치)
1. 2(14~26) 엔딩 테마

14화부터 매번 노래가 바뀌며 일본의 유명 가요나 동요를 사용한다. 영상에 나오는 사람들은 전부 등장인물이다.
14화 - 〈날개를 주세요〉(翼をください)
노래 - 사사키 사야카
15화 - 〈기구에 타고 어디까지나〉(氣球にのってどこまでも)
노래 - 시노노메 나노, 박사, 사카모토 씨
16화 - 〈마이 발라드〉(マイ バラード)
노래 - 사사키 사야카
17화 - 〈괴물의 발라드〉(怪獣のバラード)
노래 - 아이오이 유코, 나가노하라 미오, 미나카미 마이
18화 - 〈그린그린〉(Green Green)
노래 - 사사키 사야카
19화 - 〈야생마〉(野生の馬)
노래 - 나카무라 선생, 사쿠라이 이즈미, 타카사키 마나부, 세키구치 유리아, 사쿠라이 마코토, 오기
20화 - 〈그 멋진 사랑을 다시 한번〉(あの素晴しい愛をもう一度)
노래 - 사사키 사야카
21화 - 〈둥지를 떠나며〉(巣立ちの歌)
노래 - 사사하라 코지로, 타치바나 미사토, 나카노죠 츠요시, 웨보시, 펫쨩
22화 - 〈우러러보니 존귀한〉(仰げば尊し)
노래 - 사사키 사야카
23화 - 〈하늘이 이렇게 푸르를 줄은〉(空がこんなに青いとは)
노래 - 박사, 미나카미 마이
24화 - 〈용기 하나를 친구 삼아〉(勇気一つを友にして)
노래 - 사사키 사야카

### OVA
TV 애니메이션 방영 전인 2011년 3월 12일에 단행본 6권의 DVD 특전으로 배포되었다.
| 화수             | 각본        | 그림 콘티       | 연출            | 작화감독      |
| ---------------- | ----------- | --------------- | --------------- | ------------- |
| 일상의 0화 (OVA) | 하나다 쥬키 | 이시하라 타츠야 | 사카모토 카즈야 | 니시야 후토시 |

### 방영 목록
| 화수          | 각본              | 그림 콘티・연출     | 작화감독          |
| ------------- | ----------------- | ------------------- | ----------------- |
| 일상의 제1화  | 하나다 쥬키       | 이시하라 타츠야     | 니시야 후토시     |
| 일상의 제2화  | 하나다 쥬키       | 이시다테 타이치     | 호리구치 유키코   |
| 일상의 제3화  | 하나다 쥬키       | 우츠미 히로코       | 이케다 카즈미     |
| 일상의 제4화  | 하나다 쥬키       | 요네다 미츠요시     | 카도와키 미쿠     |
| 일상의 제5화  | 하나다 쥬키       | 야마다 나오코       | 호리구치 유키코   |
| 일상의 제6화  | 니시오카 마이코   | 키가미 요시지       | 우에노 치요코     |
| 일상의 제7화  | 무라모토 카츠히코 | 키타노하라 노리유키 | 이케다 쇼코       |
| 일상의 제8화  | 니시오카 마이코   | 타케모토 야스히로   | 타카하시 히로유키 |
| 일상의 제9화  | 무라모토 카츠히코 | 우츠미 히로코       | 이케다 카즈미     |
| 일상의 제10화 | 세가와 치즈루     | 요네다 미츠요시     | 카도와키 미쿠     |
| 일상의 제11화 | 하나다 쥬키       | 사카모토 카즈야     | 아키타케 세이치   |
| 일상의 제12화 | 죠 이토           | 키타노하라 노리유키 | 이케다 쇼코       |
| 일상의 제13화 | 이시하라 타츠야   | 사카모토 카즈야     | 카모이 치세       |
| 일상의 제14화 | 하나다 쥬키       | 키가미 요시지       | 우에노 치요코     |
| 일상의 제15화 | 이시다테 타이치   | 키타노하라 노리유키 | 이케다 쇼코       |
| 일상의 제16화 | 하나다 쥬키       | 타케모토 야스히로   | 타카하시 히로유키 |
| 일상의 제17화 | 니시오카 마이코   | 야마다 나오코       | 호리구치 유키코   |
| 일상의 제18화 | 무라모토 카츠히코 | 우츠미 히로코       | 이케다 카즈미     |
| 일상의 제19화 | 죠 이토           | 우츠미 히로코       | 이케다 카즈미     |
| 일상의 제20화 | 하나다 쥬키       | 키가미 요시지       | 우에노 치요코     |
| 일상의 제21화 | 무라모토 카츠히코 | 카와나미 에이사쿠   | 카도와키 미쿠     |
| 일상의 제22화 | 니시오카 마이코   | 타케모토 야스히로   | 타카하시 히로유키 |
| 일상의 제23화 | 무라모토 카츠히코 | 사카모토 카즈야     | 카모이 치세       |
| 일상의 제24화 | 하나다 쥬키       | 키타노하라 노리유키 | 이케다 쇼코       |
| 일상의 제25화 | 하나다 쥬키       | 타케모토 야스히로   | 마루키 노부아키   |
| 일상의 제26화 | 아라이 케이이치   | 이시다테 타이치     | 니시야 후토시     |

## 인터넷 라디오
2011년 2월 25일부터 란티스 웹 라디오를 통해 《일상의 라디오》가 방송되어 2011년 12월 30일 45회로 막을 내렸다. 시노노메 연구소 편과 토키사다메 고교 편의 분할 구성으로, 매주 갱신되었다.

### 제작진
- 기획 - 야스다 타케시
- 구성·프로듀싱 - 이토 아츠시
- 방송 보조 - 치바 마코토
- 엔지니어링 - 오쿠무라 신이치로
- 프로그램 담당 - 카와시마 세이치, 이토 에리
- 녹음 스튜디오 - 글로비전
- 제작 - 카도카와 쇼텐
- 제작 협력 - 란티스, 시노노메 연구소
- 저작권 - 시노노메 연구소

### 진행자
시노노메 연구소
콘노 히로미 (박사 역)
후루야 시즈카 (시노노메 나노 역)
시라이시 미노루 (사카모토 역)
토키사다메 고교
아이자와 마이 (나가노하라 미오 역)
혼다 마리코 (아이오이 유코 역)
토가시 미스즈 (미나카미 마이 역)

### 게스트
- 햐다인 - 제11회
- 사사키 사야카 - 제13회